# Amata emma
Amata emma là một loài bướm đêm thuộc phân họ Arctiinae, họ Erebidae.